# ザイセル

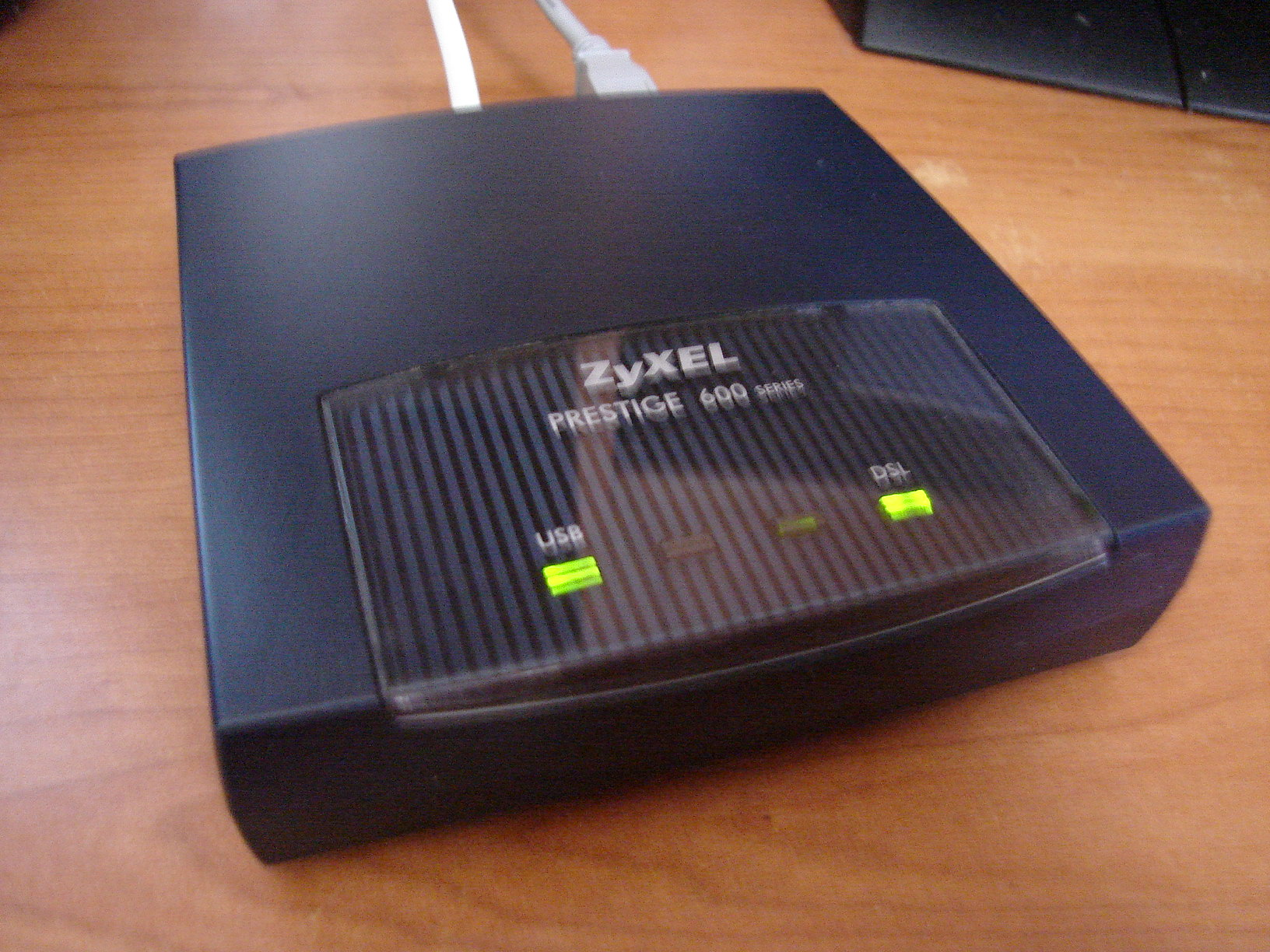
ZyXEL Prestige 600 シリーズ DSLモデム

ザイセル（ZyXEL）は、台湾新竹市にあるDSLその他のネットワーク機器製造業者（Gartner, August 2005）。北米、アジア、ヨーロッパ各地に拠点を持つ。従業員数は約2100名で、70カ国に販売代理店があり、150カ国で販売を行っている。世界各国のネットワーク機器ベンダー、通信事業者、ISP、その他の企業と取引がある。
ザイセルは、ISPやシステムインテグレーターにネットワーク機器をOEM供給する形態の販売が多い。DSLユーザーは、ISPのブランド名のDSLモデムをISPから提供されて使うことが多く、それらはザイセルのようなOEM供給業者の機器がベースとなっている。OEM提供された機器は、そのISP向けの設定をデフォルトとして出荷されるため、顧客にとっても手間が省けるという利点がある。

## 製品分野
- イーサネット スイッチングハブ
- CPE イーサネットルーター
- VoIP製品 - ATA機器、Wifi VoIP アダプタ
- ネットワークセキュリティ製品 - ファイアウォール、VPN集線装置、ネットワーク侵入防止/検出
- ADSL/SDSL/VDSL DSLAM
- ADSL/SDSL/VDSL モデム/ルーター
- ISDNルーター、ターミナルアダプタ
- アナログモデム
- ケーブルモデム/ルーター
- 電力線搬送通信機器
- 無線LANアクセスポイント、ルーター、ブリッジ
- WiMAXルーター、クライアント用カード
- ネットワークストレージ

## 沿革
1989年、アナログモデム企業として創業。ネットワーク業界の変遷とともに事業を変化させてきた。創業以来のザイセルの主要製品は、個人や中小企業向けのモデム、ISDNターミナルアダプタ、ルーターなどだったが、現在では、大企業やサービスプロバイダも含めた広範囲な顧客向けの総合的なネットワークソリューション企業に成長している。

## 台湾以外の拠点
- アメリカ - アメリカ合衆国、コスタリカ
- アジア - 中国、日本、インド、タイ王国
- ヨーロッパ - チェコ、デンマーク、フィンランド、フランス、ドイツ、ハンガリー、カザフスタン、ノルウェー、ロシア、スペイン、スウェーデン、ウクライナ、イギリス

日本法人ザイセルジャパン株式会社は、2006年3月に設立された。